# Cobra-coral-do-pará
Micrurus paraensis é uma espécie de cobra-coral, um elapídeo do gênero Micrurus. Coral tricolor de pequeno porte, medindo entre 35 e 45 cm (máximo de 54 m). Corpo com 10 a 20 anéis pretos simples, separados por anéis vermelhos largos, sendo limitados por linhas brancas. Ocorre no norte do Brasil, nos estados do Pará, Maranhão, Mato Grosso e Rondônia e no Suriname.